# Mehringer Marci
Mehringer Marcell (Pécs, 2002. március 28. ) magyar énekes, előadóművész, zenész és dalszerző. Az X-Faktor tizedik évadának 4. helyezettje.  Az X-Faktor előtt volt egy saját rock'n'roll zenekara. Az X-Faktor után, önállóan, kiadott egy zenét, a Jéghidegent. Ezután megalapította a saját zenekarát, amely Mehringer néven futott be.

## Életpályája
A pécsi Leőwey Klára Gimnáziumban érettségizett.

### X-Faktor
Mehringer Marcell az X-faktor tizedik évadában tűnt fel, mentora ByeAlex volt. A tábor székes feladata során bemutatta első saját dalát Késő már címmel. Az elődöntőben végül a 4. helyen végzett.

## Diszkográfia

### Középlemezek
- Ezt is loptuk! (2022)
- 111 (2023)
- A bálban (2024)

### Kislemezek
| Év   | Dal                                            | Legmagasabb helyezés | Legmagasabb helyezés | Legmagasabb helyezés | Legmagasabb helyezés | Legmagasabb helyezés  | Legmagasabb helyezés | Album          |
| Év   | Dal                                            | Mahasz               | Mahasz               | Mahasz               | Mahasz               | Mahasz                | Mahasz               | Album          |
| Év   | Dal                                            | Rádiós Top 40        | Editors' Choice      | Magyar Rádiós Top 40 | Dance Top 40         | Single (track) Top 40 | Stream Top 40        | Album          |
| ---- | ---------------------------------------------- | -------------------- | -------------------- | -------------------- | -------------------- | --------------------- | -------------------- | -------------- |
| 2021 | Késő már                                       | 38                   | -                    | 34                   | -                    | 26                    | 26                   | -              |
| 2022 | Jéghidegen                                     | -                    | -                    | -                    | -                    | -                     | -                    | -              |
| 2022 | Hóvirág                                        | -                    | -                    | -                    | -                    | 17                    | 39                   | Ezt is loptuk! |
| 2025 | Mehringer x BALKAN VIP, sosehol - SZAR AZ ÉLET |                      |                      |                      |                      |                       |                      |                |

## Televíziós szereplései
| Év   | Műsor                               | Szerepkör | Csatorna | Megjegyzés   |
| ---- | ----------------------------------- | --------- | -------- | ------------ |
| 2021 | X-faktor                            | Versenyző | RTL      | 4. helyezett |
| 2024 | Az Árulók - Gyilkosság a kastélyban | Ártatlan  | RTL      | Kiesett      |